# Хадиженск
Хадиженск (рус. Хадыженск) , званични је град на југу европског дела Руске Федерације. Налази се на југу Краснодарске покрајине и административно припада њеном Апшеронском рејону. Званичан статус града има од 1949. године.
Према статистичким подацима Националне статистичке службе Русије за 2023. у граду је живело 22.829 становника.
У јужном делу града налази се извор минералне воде са високим концентрацијама јода и брома.

## Географија
Град Хадиженск се налази у западном делу Апшеронског рејона, општинског рејона смештеног у јужном делу Краснодасрког краја, на крајњем југу Руске Федерације. Град лежи на надморској висини од око 170 метара, у долини планинске реке Пшиш. Смештен је на око 17 км југозападно од рејонског центра Апшеронска, односно на неких 115 км југоисточно од покрајинске престонице Краснодара.
На јужној градској периферији је 1953. године, из једне бушотине за нафту и гас избио избор високо−минералне воде богате јодом (0,407 г/л) и бромом (0,087 г/л) која избија са дубине од 520 метара. Недуго затим у граду је саграђен бањско−лечилишни комплекс, а један део минералне воде се флашира.
Кроз град пролази железничка пруга на релацији Армавир—Туапсе.

## Историја
Извесно је да се на месту савременог града до средине XIX века налазило адигејско утврђење (адиг. Адыгэ къэлэжъ), о чијем постојању сведоче бројни археолошки налази. Године 1864. на том месту је саграђено руско војничко утврђење станица Хадиженскаја чији први становници су били кубањски козаци који су се доселили из степских насеља са севера.
До интензивнијег развоја насеља долази након 1909. и открића нафте. Званичан статус града има од 28. септембра 1949. године.

## Демографија
Према статистичким подацима са пописа становништва из 2010. у граду је живело 21.579 становника, док се према попису из 2020. број становника благо повећао на 22.181. становника.
Етничку основу у граду чине Руси са уделом у укупној популацији од око 80%, док су највеће мањинске заједнице Јермени са око 7% и Украјинци са 1,6%.
| 1926. | 1939. | 1959.  | 1970.  | 1979.  | 1989.  | 2002.  | 2010.  | 2020.  | 2023.  |
| ----- | ----- | ------ | ------ | ------ | ------ | ------ | ------ | ------ | ------ |
| 2.468 | 8.466 | 20.164 | 17.856 | 17.811 | 18.998 | 21.286 | 21.579 | 22.181 | 21.829 |

По броју становника град Хадиженск се 2020. налазио на 613. месту међу 1.119 званичних градова Руске Федерације.